# Sketches of Brunswick East
Sketches of Brunswick East jedanaesti je studijski album australskog rock-sastava King Gizzard & the Lizard Wizard i treći studijski album skupine Mild High Club. Diskografska kuća Flightless objavila ga je 18. kolovoza 2017.; istog su ga dana poimence u Sjedinjenim Državama i Ujedinjenom Kraljevstvu objavili ATO Records i Heavenly Recordings. Treći je od pet albuma koje je skupina objavila 2017. Naslov uratka odnosi se na melburnsku četvrt Brunswick East i uradak Sketches of Spain Milesa Davisa iz 1960., koji je nadahnuo glazbeni stil albuma.
Uradak je nastao u suradnji s Alexom Brettinom, članom skupine Mild High Club, i ponajviše se odlikuje elementima džeza. Na dodjeli nagrada ARIA Music Awards bio je nominiran za nagradu u kategoriji „Najbolji džez-album”.

## O albumu
Album je bio u planu nakon objave uratka Flying Microtonal Banana i dovršetka albuma Murder of the Universe, prvih dvaju studijskih albuma koje je sastav objavio 2017. U to vrijeme članovi skupine raspravljali su o idejama za iduća tri albuma; za jedan od njih (vjerojatno Sketches of Brunswick East) izjavili su da se upravo „oblikuje u cjelinu”, a za preostala dva izjavili su da su „zasad daleko”.
Stu Mackenzie u intervjuu je izjavio da je do suradnje s Mild High Clubom došlo jer je Alex Brettin, jedini član te grupe, u prosincu 2016. svirao na Gizzfestu, festivalu koji organiziraju članovi King Gizzarda. Brettin je potom proveo nekoliko tjedana u Mackenziejevu stanu; za to su vrijeme Brettin i Mackenzie počeli osmišljavati ideje za pjesme koje je Brettin naknadno opisao kao „jako, jako nejasne”. Služeći se iPhoneima, snimili su nekoliko glasovnih poruka i razmijenili ih; budući da su ih nazivali „skicama” („sketches”), po njima je, između ostalog, uradak dobio ime. Mackenzie je naknadno izjavio da je album snimljen u tri tjedna.
Naziv albuma prvi je put otkriven u službenom opisu albuma Murder of the Universe Heavenly Recordingsa. Naslov je aluzija na album Sketches of Spain Milesa Davisa, koji je nadahnuo glazbu na uratku.
Mild High Club prvi je put uživo odsvirao pjesmu „Rolling Stoned” sa Stuom Mackenziejem gotovo dvije godine prije rada na albumu. Pjesma je zapravo odrezani dio iz pjesme „The Chat”, koja se nalazi na Timelineu, prvom albumu Mild High Cluba.
Sve su pjesme s albuma prvi put odsvirane zaredom 18. kolovoza 2017. tijekom prijenosa uživo na Facebooku. Uradak se mogao kupiti sat vremena nakon početka prijenosa.

## Popis pjesama
| 1.    | »Sketches of Brunswick East I« (instrumentalna pjesma)   | Stu Mackenzie, Alex Brettin          | 1:20 |
| 2.    | »Countdown«                                              | Mackenzie, Brettin, Michael Cavanagh | 3:22 |
| 3.    | »D-Day«                                                  | Mackenzie                            | 1:38 |
| 4.    | »Tezeta«                                                 | Joey Walker                          | 3:30 |
| 5.    | »Cranes, Planes, Migraines« (instrumentalna pjesma)      | Walker, Mackenzie                    | 1:15 |
| 6.    | »The Spider and Me«                                      | Mackenzie, Brettin                   | 3:16 |
| 7.    | »Sketches of Brunswick East II« (instrumentalna pjesma)  | Mackenzie, Brettin                   | 3:26 |
| 8.    | »Dusk to Dawn on Lygon Street«                           | Cook Craig, Mackenzie, Brettin       | 3:02 |
| 9.    | »The Book«                                               | Mackenzie                            | 5:00 |
| 10.   | »A Journey to (S)hell« (instrumentalna pjesma)           | Mackenzie, Walker                    | 5:00 |
| 11.   | »Rolling Stoned« (instrumentalna pjesma)                 | Brettin                              | 3:18 |
| 12.   | »You Can Be Your Silhouette«                             | Mackenzie                            | 3:48 |
| 13.   | »Sketches of Brunswick East III« (instrumentalna pjesma) | Mackenzie, Brettin                   | 2:08 |
| 37:20 |                                                          |                                      |      |

## Recenzije
| Zbirne ocjene  | Zbirne ocjene |
| Izvor          | Ocjena        |
| -------------- | ------------- |
| Metacritic     | 79/100        |
| Recenzije      |               |
| Izvor          | Ocjena        |
| AllMusic       | [ 12 ]        |
| Clash          | 8/10          |
| Loud and Quiet | 7/10          |
| Pitchfork      | 7,5/10        |

Sketches of Brunswick East uglavnom je dobio pozitivne kritike. U recenziji za AllMusic, u kojoj mu je dao četiri zvjezdice od njih pet, Tim Sendra izjavio je: „Zabavno je slušati kako Brettin čudnovatim soft rockom ponovno oblikuje Gizzard i njegov treći album ove godine pretvara u najslušljiviji dosad. S druge strane, suradnja s divljim Australcima Brettinovoj glazbi podarila je nepredvidljivost koja nije prisutna na albumima Mild High Cluba. To obostrano dobročinstvo znači da je Sketches of Brunswick East suradnja koja savršeno dopunjuje svaku stranu i koja će razveseliti obožavatelje obaju skupina.” Saby Reyes-Kulkarni dao mu je sedam i pol boda od njih deset u recenziji za Pitchfork i komentirao je: „Brunswick East nije samo spoj tipičnih stilova obaju skupina ili puko osnaživanje njihovih zasebnih vrlina. Kad Brettin samostalno zađe u sedamdesete, katkad zvuči kao da je ironičan, a jednako je teško odrediti je li riječ o iskrenu omažu ili o rugalici punoj podsmijeha kao što je teško procijeniti yacht-rock. No kad se oslanjaju na Brettinove ideje, Mackenzie i njegovi kolege iz sastava nikad ne ostaju predugo u jednom žanru. Zato su pjesme na Brunswick Eastu nježne i pomalo mutantske, što ih uglavnom odvaja od preporodnih klišeja.”

## Zasluge
| King Gizzard & the Lizard Wizard - Stu Mackenzie – bas-gitara (na 1., 4., 7., 8. i 13. pjesmi); električni klavir (na 1. i 7. pjesmi), flauta (na 1., 4., 7., 11. i 13. pjesmi); wah-wah-gitara (na 2., 6., 11. i 12. pjesmi); vokali (na 2., 3., 6., 9. i 12. pjesmi); melotron (na 2., 3., 5., 6., 8., 9. i 13. pjesmi); mikrotonska gitara (na pjesmi „D-Day”); akustična gitara (na 4. i 12. pjesmi); staklena marimba (na pjesmi „Cranes, Planes, Migraines”); mikrotonske orgulje (na pjesmi „The Book”); sintesajzer (na 10. i 11. pjesmi); klavir (na pjesmi „Rolling Stoned”); električna gitara (na pjesmi „Sketches of Brunswick East III”); snimanje; miksanje (svih pjesama osim pjesme „Countdown”); produkcija - Michael Cavanagh – prvi bubnjarski komplet; metlice (na 1. i 8. pjesmi), maraka (na 1., 7., 11. i 13. pjesmi); indijaner (na 1., 3., 7., 9. i 13. pjesmi); vibraslap (na 1. i 8. pjesmi); bongo-bubanj (na svim pjesmama osim na 6., 10. i 12. pjesmi); drugi bubnjarski komplet (na svim pjesmama osim na 1., 4. i 8. pjesmi); tamburin (na 3. i 9. pjesmi); kravlje zvono (na 4., 5. i 9. pjesmi) - Cook Craig – električna gitara (na 1., 4., 5., 8. i 9. pjesmi); bas-gitara bez pragova (na 8. i 13. pjesmi); vokali (na pjesmi „Dusk to Dawn on Lygon Street”); sintesajzer (na pjesmi „Dusk to Dawn on Lygon Street”); bas-gitara (na pjesmi „Rolling Stoned”); dodatno presnimavanje - Lucas Skinner – melotron (na 2. i 6. pjesmi); električni klavir (na 2., 4., 6. i 9. pjesmi); klavir (na pjesmi „Rolling Stoned”); dodatno presnimavanje - Joey Walker – mikrotonska bas-gitara (na pjesmi „D-Day”); shaker (na 3. i 4. pjesmi), staklena marimba (na pjesmi „Tezeta”); akustična gitara (na pjesmi „Tezeta”); sintesajzer (na 4. i 5. pjesmi); vokali (na pjesmi „Tezeta”); električna gitara (na pjesmi „Tezeta”); bas-gitara (na 5., 6., 9. i 10. pjesmi); omnichord (na pjesmi „Rolling Stoned”); klavir (na pjesmi „Rolling Stoned”); bongo-bubanj (na pjesmi „You Can Be Your Silhouette”); guiro (na pjesmi „You Can Be Your Silhouette”); dodatno presnimavanje - Eric Moore – drugi bubnjarski komplet (na pjesmi „Tezeta”) - Ambrose Kenny-Smith – vokali (na pjesmi „The Spider and Me”); usna harmonika (na 10., 11. i 12. pjesmi) | Mild High Club - Alex Brettin – akustični klavir (na pjesmi „Sketches of Brunswick East I”); bas-gitara (na 2., 8. i 12. pjesmi); električni klavir (na 2., 6., 7. i 8. pjesmi); sintesajzer (na 2., 5., 7. i 9. pjesmi); mikrotonski sintesajzer (na 3. i 5. pjesmi); optigan (na 3. i 7. pjesmi); orgulje (na 4. i 12. pjesmi); elektronički bubnjarski komplet (na pjesmi „Sketches of Brunswick East II”); električna gitara (na 8., 10. i 13. pjesmi); dodatno presnimavanje; miksanje (pjesme „Countdown”) - Andrew Burt – gitara (na pjesmi „Rolling Stoned”) Ostalo osoblje - Joseph Carra – mastering - Jason Galea – ilustracije, omot albuma - Jamie Wdziekonski – fotografija |

## Ljestvice
| Ljestvica (2017.)                           | Najviša pozicija |
| ------------------------------------------- | ---------------- |
| Australija                                  | 4.               |
| Australija (Jazz and Blues Albums)          | 1.               |
| Belgija (Valonija)                          | 183.             |
| Nizozemska (Vinyl 33)                       | 14.              |
| Novi Zeland (Heatseekers Albums)            | 9.               |
| SAD (Heatseekers Albums)                    | 7.               |
| SAD (Independent Albums)                    | 29.              |
| SAD (Rock Album Sales)                      | 39.              |
| Ujedinjeno Kraljevstvo (Independent Albums) | 21.              |